# Anna Lorentz
Anna Lorentz, pseudonym för Anna Larsson, född Lorentzen 23 juli 1906 i Burseryd, död 3 maj 1988 i Värnamo, var en svensk författare, känd för sina historiska romaner som Lina-serien.
Anna Lorentz utbildades vid Värnamo folkhögskola under mitten av 1920-talet. Från 1930 medverkade hon med noveller och artiklar i bland annat Hallandsposten och Värnamo Nyheter.

## Priser och utmärkelser
- 1957 – Landsbygdens författarstipendium